# Chuyến bay 8303 của Pakistan International Airlines
Chuyến bay 8303 của Hãng hàng không quốc tế Pakistan là chuyến bay nội địa có lịch trình từ sân bay quốc tế Allama Iqbal ở Lahore đến sân bay quốc tế Jinnah ở Karachi. Vào ngày 22 tháng 5 năm 2020, chiếc Airbus A320 số hiệu 8303 đã rơi ở Model Colony, một khu dân cư đông dân ở thành phố Karachi, trong khi đang chuẩn bị hạ cánh xuống sân bay quốc tế Jinnah khi chỉ cách đường băng vài km. Có 91 hành khách trên máy bay và 8 thành viên phi hành đoàn. 97 người đã thiệt mạng do vụ tai nạn, hai người sống sót đã được giải cứu. Tuy nhiên các quan chức địa phương chưa cho biết con số thương vong dưới mặt đất.

## Máy bay
Chiếc máy bay trong vụ tai nạn là Airbus A320-214, được chế tạo năm 2004 và thuộc sở hữu của GE Capital Aviation Services. Nó đã thực hiện chuyến bay đầu tiên vào ngày 17 tháng 8 năm 2004 và được China Eastern Airlines thuê dưới số đăng ký B-6017 trong khoảng thời gian từ tháng 9 năm 2004 đến tháng 6 năm 2014. Sau đó, nó được Hãng hàng không quốc tế Pakistan (PIA) thuê vào ngày 31 tháng 10 năm 2014, với đăng ký AP-BLD. Nó được vận hành bởi động cơ CFM56-5B4/P, được lắp đặt vào tháng 2 và tháng 5 năm 2019. Thiết bị hạ cánh đã được lắp đặt vào tháng 10 năm 2014 và được bảo dưỡng liên tục và sẽ được thay thế vào tháng 10 năm 2024. Bộ phận kỹ thuật của PIA đã báo cáo rằng việc kiểm tra bảo dưỡng định kỳ cuối cùng trên máy bay được tiến hành vào ngày 21 tháng 3 năm 2020, trong khi kiểm tra toàn diện nhất là thực hiện lần cuối vào ngày 19 tháng 10 năm 2019, trong đó không có lỗi được tìm thấy trong động cơ, thiết bị hạ cánh hoặc hệ thống điện tử hàng không của nó. Từ ngày 22 tháng 3 đến ngày 7 tháng 5 năm 2020, chiếc máy bay vẫn bị đình chỉ bay do bối cảnh đại dịch COVID-19 toàn cầu. Từ ngày 7 tháng 5 trở đi, máy bay đã thực hiện sáu chuyến bay. Cơ quan Hàng không Dân dụng đã tuyên bố máy bay phù hợp cho hoạt động bay cho đến ngày 5 tháng 11. Chiếc máy bay đã thực hiện một chuyến bay từ Muscat đến Lahore vào ngày trước khi xảy ra tai nạn. Theo Airbus, máy bay đã thực hiện 47.124 giờ bay.

## Tai nạn
Chuyến bay được điều khiển bởi phi cơ trưởng Sajjad Gul, cất cánh từ Lahore vào 1:00 chiều đã gần chuẩn bị kết thúc hành trình bay 90 phút, vào thời gian nó bị rơi vào khoảng 2:45 chiều giờ địa phương (09:45 UTC) ở địa bàn Model Colony khoảng 3 kilômét (1,9 dặm; 1,6 hải lý) từ sân bay. Đôi cánh của máy bay được báo cáo là đang bốc cháy trong khoảnh khắc trước khi máy bay đâm vào nóc nhà. Vụ tai nạn làm hư hại các tòa nhà trong khu vực, một số trong đó bốc cháy. Vụ tai nạn được camera CCTV ghi lại trên video.
Phi công đã thực hiện một nỗ lực hạ cánh trên đường băng sân bay trước khi anh ta gặp phải một vấn đề kỹ thuật. Anh đã mất điều khiển đài kiểm soát không lưu (ATC) dùng báo cáo các sự cố kỹ thuật về lỗi máy động cơ hoặc các sự cố hạ cánh. Ngay trước khi mất liên lạc, ATC nói với phi công rằng anh ta có thể sử dụng một trong hai đường băng của sân bay. Theo Giám đốc điều hành của PIA, Arshad Malik, phi công nói với phòng điều khiển rằng có vấn đề về kỹ thuật và anh quyết định bay vòng quanh thay vì hạ cánh, mặc dù hai đường băng đã sẵn sàng hạ cánh. Phi công báo cáo với bộ điều khiển, "chúng tôi đang quay trở lại, thưa ông, chúng tôi đã mất động cơ". Mười hai giây sau đó, ông đã đưa ra một mayday cảnh báo. đó là thông tin liên lạc cuối cùng giữa phòng điều khiển và máy bay.
Theo các quan chức của Cơ quan Hàng không Dân dụng Pakistan (CAA), các vấn đề đã phát sinh từ nỗ lực đầu tiên của máy bay khi hạ cánh, bắt đầu từ việc thiết bị hạ cánh không hoạt động. Thiết bị vẫn nằm ở vị trí rút lại khi máy bay cố gắng hạ cánh lần đầu tiên. Dấu ma sát trên đường băng cho thấy đã có một số tiếp xúc mặt đất; tại mốc 1.400 mét (4.500 ft) của đường băng, động cơ bên trái của máy bay được cho là đã cào đường băng, trong khi ở mốc 1.700 mét (5.500 ft), động cơ bên phải cũng cào lên mặt đường băng. Khi hủy việc đáp để bay lên sau đó thực hiện thao tác đáp lần thứ hai, người ta tin rằng thiệt hại cho các động cơ là từ tiếp xúc đường băng này, dẫn đến hỏng động cơ giữa không trung. Chính điều này đã khiến máy bay không thể duy trì độ cao, khiến nó bị rơi khi đang quay trở lại lần hạ cánh thứ hai. Các quan sát lưu ý rằng trong lần hạ cánh thứ hai, tuabin khí ram dự phòng của máy bay dường như đã được sử dụng, với mục đích là cung cấp điện cho các hệ thống điều khiển của máy bay khi cả hai động cơ đều hỏng.
Các đường phố với nhiều ngõ hẹp trong khu vực rơi đã ngăn cản các dịch vụ cứu hộ. Cơ quan truyền thông quân sự Pakistan ISPR báo cáo rằng các lực lượng đặc biệt của Quân đội Pakistan và Biệt đội Pakistan đã thiết lập một rào cản khu vực. Đoạn video về hiện trường vụ tai nạn từ GEO TV cho thấy các đội cứu hộ khẩn cấp đang cố gắng tiếp cận hiện trường giữa đống đổ nát, những đám khói đen và ngọn lửa ở phía sau.
Người dân cho biết, không có gì lạ khi máy bay bay ngang qua gần các tòa nhà trên mái nhà đến nỗi họ "cảm thấy [⁠. ⁠..] chúng tôi có thể chạm vào nó", do ở gần đường băng. Faisal Edhi của Edhi Foundation cho biết ít nhất 25 ngôi nhà bị thiệt hại do vụ tai nạn. Người phát ngôn của PIA Abdullah Hafiz Khan đã nói rằng 18 ngôi nhà đã bị phá hủy hoặc hư hỏng nặng. Theo tuyên bố của nhân chứng do Reuters thu thập, chiếc máy bay đã bị rơi sau khi đâm vào một tòa tháp di động ở khu vực lân cận sân bay.

## Nạn nhân
| Quốc tịch | Hành khách | Phi hành đoàn | Tất cả |
| --------- | ---------- | ------------- | ------ |
| Pakistan  | 90         | 8             | 98     |
| Mỹ        | 1          | 0             | 1      |
| Tất cả    | 91         | 8             | 99     |

Hãng hàng không quốc tế Pakistan công bố chi tiết về bản kê khai chuyến bay cho thấy 91 hành khách (51 nam, 31 nữ và 9 trẻ em). Số người chết được xác nhận là 97, không có ai trên mặt đất thiệt mạng. Tất cả hành khách là công dân Pakistan ngoại trừ một người Mỹ. Người mẫu và nữ diễn viên Zara Abid được báo cáo là một trong những hành khách của chuyến bay. Năm sĩ quan của Quân đội Pakistan và một nhân viên Không quân Pakistan cũng nằm trong số các nạn nhân.
Máy bay không được lấp đầy ghế ngồi do các yêu cầu về cách ly xã hội do Cơ quan Hàng không Dân dụng áp đặt do đại dịch COVID-19 đã buộc phải có ít nhất một chỗ trống giữa các hành khách.
Meeran Yousaf, phát ngôn viên của Sở Y tế Sindh cho biết tám cư dân của Model Colony đã bị thương trong vụ tai nạn và thân thể hầu hết nạn nhân bị bỏng. Hầu hết những người bị thương là phụ nữ và trẻ em. Faisal Edhi cho biết 25 - 30 người phải nhập viện, chủ yếu là do bị bỏng.
Xét nghiệm DNA đang được sử dụng để xác định nạn nhân. Tính đến ngày 24 tháng 5, 19 đã được xác định.

## Hậu quả
Bộ trưởng Bộ Y tế và Phúc lợi Dân số Sindh tuyên bố tình trạng khẩn cấp cho các bệnh viện của thành phố Karachi, trong khi Thủ tướng Imran Khan đã ra lệnh huy động tất cả các nguồn lực có sẵn đến địa điểm gặp nạn, và lệnh cho người đứng đầu Không quân Pakistan. Khan cũng công bố một cuộc điều tra, trong khi PIA được báo cáo đã đóng cửa trang web của họ. Tổng thống Arif Alvi đã gửi lời chia buồn "tới gia đình của người đã mất". Các nhân vật công chúng trên khắp Pakistan bày tỏ nỗi buồn và sốc về vụ việc. Nhiều nhà lãnh đạo quốc tế và người nổi tiếng cũng gửi lời chia buồn đến.
Pakistan đã cho phép các chuyến bay nội địa nối lại, sau khi bị đình chỉ bởi đại dịch COVID-19 sáu ngày trước đó vào ngày 16 tháng Năm. Bởi vì sự kiện này xảy ra trong những ngày cuối tháng Ramadan, nhiều người dự kiến sẽ đi du lịch để ăn mừng lễ Eid al-Fitr cùng gia đình. Đại dịch đã tiếu tốn quá nhiều các nguồn lực y tế của Pakistan. Do đó, cứ một trong hai người sống sót được chuyển đến một bệnh viện công ở trung tâm thành phố thay vì các bệnh viện gần địa điểm gặp nạn.
Chính phủ công bố một khoản bồi thường 10 lakh (1 triệu Rupi, khoảng 6.250 USD) cho mỗi gia đình của những người thiệt mạng, 5 lakh (500.000 Rupi, khoảng 3.125 USD) cho hai người sống sót.

## Điều tra
Airbus tuyên bố họ đang cung cấp hỗ trợ cho cuộc điều tra. Sau vụ tai nạn, Bộ lưu chuyến bay đã được tìm thấy và bàn giao cho ban điều tra.. Giới chức Pakistan cũng đã tìm được hộp đen của máy bay. Một số cuộc điều tra cho rằng máy bay của Pakistan rơi do phi công mải bàn chuyện về đại dịch Covid-19.